# Sindaci di San Lazzaro di Savena
Di seguito l'elenco cronologico dei sindaci di San Lazzaro di Savena e delle altre figure apicali equivalenti che si sono succedute nel corso della storia.

## Regno d'Italia (1861-1946)
| Sindaci eletti dal Consiglio comunale (1889-1926) | Sindaci eletti dal Consiglio comunale (1889-1926) | Sindaci eletti dal Consiglio comunale (1889-1926) | Sindaci eletti dal Consiglio comunale (1889-1926) | Sindaci eletti dal Consiglio comunale (1889-1926) | Sindaci eletti dal Consiglio comunale (1889-1926) | Sindaci eletti dal Consiglio comunale (1889-1926) | Sindaci eletti dal Consiglio comunale (1889-1926) |
| Nominativo                                        | Partito                                           | Partito                                           | Giunta                                            | Giunta                                            | Mandato                                           | Mandato                                           | Elezione                                          |
| Nominativo                                        | Partito                                           | Partito                                           | Giunta                                            | Giunta                                            | Inizio                                            | Fine                                              | Elezione                                          |
| ------------------------------------------------- | ------------------------------------------------- | ------------------------------------------------- | ------------------------------------------------- | ------------------------------------------------- | ------------------------------------------------- | ------------------------------------------------- | ------------------------------------------------- |
| Enrico Casanova                                   |                                                   | Partito Socialista Italiano                       |                                                   | PSI                                               | 12 luglio 1914                                    | 12 giugno 1922                                    | Elezione 1914                                     |
| Sindaci nominati dal CLN (1945-1946)              |                                                   |                                                   |                                                   |                                                   |                                                   |                                                   |                                                   |
| Nominativo                                        | Partito                                           | Partito                                           | Partito                                           | Partito                                           | Mandato                                           | Mandato                                           | Elezione                                          |
| Nominativo                                        | Partito                                           | Partito                                           | Partito                                           | Partito                                           | Inizio                                            | Fine                                              | Elezione                                          |
| Alfredo Nadalini                                  |                                                   | Partito Socialista Italiano                       | Partito Socialista Italiano                       | Partito Socialista Italiano                       | 21 aprile 1945                                    | 1946                                              | –                                                 |

## Repubblica italiana (dal 1946)
| Sindaci eletti dal Consiglio comunale (1946-1995)    | Sindaci eletti dal Consiglio comunale (1946-1995) | Sindaci eletti dal Consiglio comunale (1946-1995) | Sindaci eletti dal Consiglio comunale (1946-1995) | Sindaci eletti dal Consiglio comunale (1946-1995) | Sindaci eletti dal Consiglio comunale (1946-1995) | Sindaci eletti dal Consiglio comunale (1946-1995) | Sindaci eletti dal Consiglio comunale (1946-1995) |
| Nominativo                                           | Partito                                           | Partito                                           | Giunta                                            | Giunta                                            | Mandato                                           | Mandato                                           | Elezione                                          |
| Nominativo                                           | Partito                                           | Partito                                           | Giunta                                            | Giunta                                            | Inizio                                            | Fine                                              | Elezione                                          |
| ---------------------------------------------------- | ------------------------------------------------- | ------------------------------------------------- | ------------------------------------------------- | ------------------------------------------------- | ------------------------------------------------- | ------------------------------------------------- | ------------------------------------------------- |
| Alfredo Nadalini                                     |                                                   | Partito Socialista Italiano                       |                                                   | PCI-PSI                                           | 1946                                              | aprile 1950                                       | Elezioni 1946                                     |
| Dante Madini                                         |                                                   | Partito Socialista Italiano                       |                                                   | PCI-PSI                                           | aprile 1950                                       | maggio 1951                                       | Elezioni 1946                                     |
| Paolo Poggi                                          |                                                   | Partito Socialista Italiano                       |                                                   | PCI-PSI                                           | 1951                                              | 1956                                              | Elezioni 1951                                     |
| Paolo Poggi                                          |                                                   | Partito Socialista Italiano                       | PCI-PSI                                           | 1956                                              | 1960                                              | Elezioni 1956                                     |                                                   |
| Paolo Poggi                                          |                                                   | Partito Socialista Italiano                       | PCI-PSI                                           | 1960                                              | 1965                                              | Elezioni 1960                                     |                                                   |
| Paolo Poggi                                          |                                                   | Partito Socialista Italiano                       | PCI-PSI                                           | 1965                                              | 1970                                              | Elezioni 1965                                     |                                                   |
| Arrigo Lambertini                                    |                                                   | Partito Socialista Italiano                       |                                                   | PCI-PSI                                           | 1971                                              | 1975                                              | Elezioni 1970                                     |
| Arrigo Lambertini                                    |                                                   | Partito Socialista Italiano                       | PCI-PSI                                           | 1975                                              | 1980                                              | Elezioni 1975                                     |                                                   |
| Nerino Veronesi                                      |                                                   | Partito Socialista Italiano                       |                                                   | PCI-PSI                                           | luglio 1980                                       | 1983                                              | Elezioni 1980                                     |
| Luigi Dovesi                                         |                                                   | Partito Comunista Italiano                        |                                                   | PCI                                               | 23 novembre 1983                                  | 12 luglio 1985                                    | Elezioni 1980                                     |
| Luigi Dovesi                                         |                                                   | Partito Comunista Italiano                        | PCI                                               | 12 luglio 1985                                    | 18 maggio 1988                                    | Elezioni 1985                                     |                                                   |
| Sonia Parisi                                         |                                                   | Partito Comunista Italiano                        |                                                   | PCI-PSI                                           | 18 maggio 1988                                    | Elezioni 1985                                     | 19 luglio 1990                                    |
| Sonia Parisi                                         |                                                   | Partito Democratico della Sinistra                |                                                   | PDS-PSI                                           | 19 luglio 1990                                    | 24 aprile 1995                                    | Elezioni 1990                                     |
| Sindaci eletti direttamente dai cittadini (dal 1995) |                                                   |                                                   |                                                   |                                                   |                                                   |                                                   |                                                   |
| Nominativo                                           | Partito                                           | Partito                                           | Coalizione                                        | Coalizione                                        | Mandato                                           | Mandato                                           | Elezione                                          |
| Nominativo                                           | Partito                                           | Partito                                           | Coalizione                                        | Coalizione                                        | Inizio                                            | Fine                                              | Elezione                                          |
| Aldo Bacchiocchi                                     |                                                   | Partito Democratico della Sinistra                |                                                   | PDS-Dem-PPI-FdV                                   | 24 aprile 1995                                    | 14 giugno 1999                                    | Elezioni 1995                                     |
| Aldo Bacchiocchi                                     |                                                   | Democratici di Sinistra                           |                                                   | DS-Dem-PdCI-SDI-FdV-PPI                           | 14 giugno 1999                                    | 14 giugno 2004                                    | Elezioni 1999                                     |
| Marco Macciantelli                                   |                                                   | Democratici di Sinistra                           |                                                   | DS-PRC-L. civica                                  | 14 giugno 2004                                    | 8 giugno 2009                                     | Elezioni 2004                                     |
| Marco Macciantelli                                   |                                                   | Partito Democratico                               |                                                   | PD-IdV-SEL                                        | 8 giugno 2009                                     | 27 maggio 2014                                    | Elezioni 2009                                     |
| Isabella Conti                                       |                                                   | Partito Democratico                               |                                                   | PD-SEL                                            | 27 maggio 2014                                    | 26 maggio 2019                                    | Elezioni 2014                                     |
| Isabella Conti                                       |                                                   | Partito Democratico                               | PD-PSI-Art.1-L. civiche                           | 26 maggio 2019                                    | 10 giugno 2024                                    | Elezioni 2019                                     |                                                   |
| Marilena Pillati                                     |                                                   | Partito Democratico                               |                                                   | PD-M5S-L. civiche                                 | 10 giugno 2024                                    | in carica                                         | Elezioni 2024                                     |